# Stemnitsa
Stemnitsa  este un oraș în Grecia în Prefectura Arcadia.